# Heinrich Schliemann
Johann Ludwig Heinrich Julius Schliemann, född 6 januari 1822 i Neubukow, Mecklenburg, Tyskland, död 26 december 1890 i Neapel i Italien, var en tysk affärsman och arkeolog. Särskild uppmärksamhet väckte hans utgrävningar av Troja och Mykene, och kallas den mykenska arkeologins fader.

## Biografi
Heinrich Schliemann var son till den protestantiske prästen Ernst Schliemann och Luise Therese Sophie Schliemann. Då modern dog 1831 fick han växa upp hos sin farbror. Han studerade bland annat språk och litteratur vid Sorbonne i Paris 1866-1870, men Heinrich Schliemann var huvudsakligen självlärd; han började ägna sig åt arkeologi vid 41 års ålder. Intresset för den grekiska historien hade dock väckts redan i barndomen. Han klarade hjälpligt tretton språk, däribland svenska.
Vid en utgrävning under 1870-talet i den turkiska byn Hisarlik upptäckte Heinrich Schliemann platsen där Troja varit belägen, och vid en utgrävning 1876 upptäckte han vad han ansåg var Agamemnons mask i Mykene. Han publicerade genast sina forskningsresultat och vann internationellt erkännande, varför även intresset för arkeologi snabbt tilltog. Ytterligare ett bidrag till den arkeologiska vetenskapen var att förstå värdet av keramiska fynd.
Senare års forskning har visat att Schliemann troligen förbättrat sina resultat från utgrävningarna. Arkeologin har sedan dess förbättrat sina metoder. Redan under samtiden blev han dock kritiserad, bl.a. för att ha förfalskat olika fynds datering, för att passa i det historiska sammanhanget.
Gift (1) 1852 med Jekaterina Petrowna Lyshina, (2) 1869 med den sjuttonåriga Sophia Engastromenos.
Han är begravd i Aten.

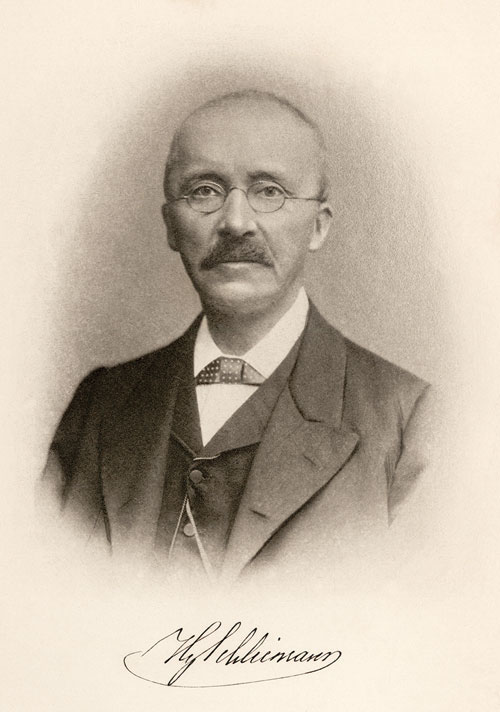
Portträtt av Heinrich Schliemann med signatur.
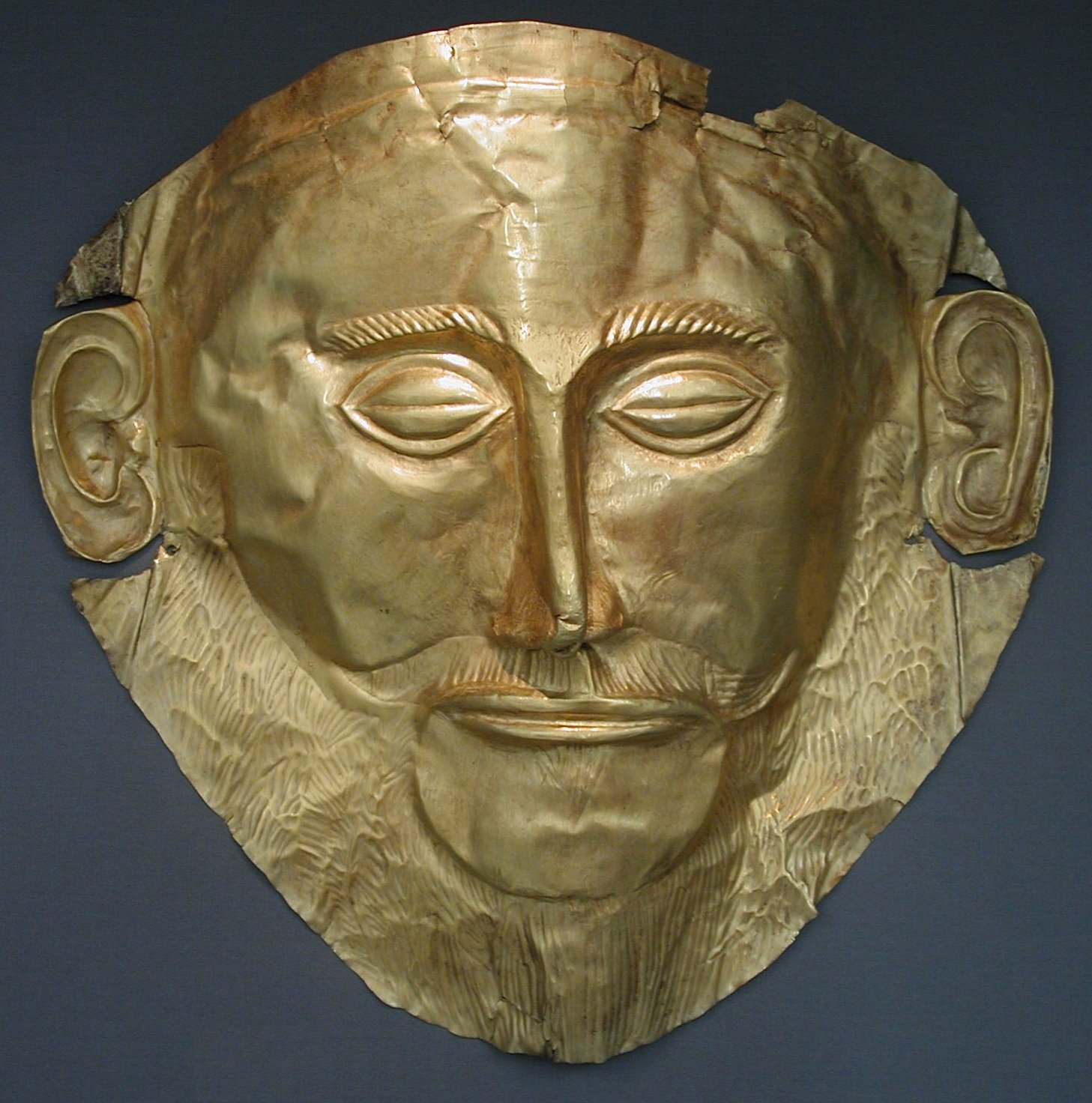
Den så kallade Agamemnons dödsmask som återfanns av Heinrich Schliemann 1876 vid Mykene.